# Associazione Calcio Verona 1950-1951

## Piazzamenti
- Serie B: 9º posto.

## Rosa
| N. |                   | Ruolo | Calciatore         |
| -- | ----------------- | ----- | ------------------ |
|    | Italia (bandiera) | P     | Bruno Cordioli     |
|    | Italia (bandiera) | P     | Gianfranco Dosso   |
|    | Italia (bandiera) | P     | Eros Lovo          |
|    | Italia (bandiera) | D     | Bruno Bosio        |
|    | Italia (bandiera) | D     | Diego Fanin        |
|    | Italia (bandiera) | D     | Aulo Gelio Lucchi  |
|    | Italia (bandiera) | D     | Gino Zanoni        |
|    | Italia (bandiera) | C     | Adelmo Battistella |
|    | Italia (bandiera) | C     | Sante Begali       |
|    | Italia (bandiera) | C     | Domenico Bosi      |
|    | Italia (bandiera) | C     | Giacomo Conti      |
|    | Italia (bandiera) | C     | Franco Frasi       |
|    | Italia (bandiera) | C     | Emilio Furlani     |

| N. |                   | Ruolo | Calciatore          |
| -- | ----------------- | ----- | ------------------- |
|    | Italia (bandiera) | C     | Gian Luigi Girelli  |
|    | Italia (bandiera) | C     | Luigi Poli          |
|    | Italia (bandiera) | C     | Ugo Pozzan          |
|    | Italia (bandiera) | C     | Luigino Tessaro     |
|    | Italia (bandiera) | C     | Gastone Zera        |
|    | Italia (bandiera) | A     | Luigi Caldana       |
|    | Italia (bandiera) | A     | Bruno De Lazzari    |
|    | Italia (bandiera) | A     | Emanuele Massari    |
|    | Italia (bandiera) | A     | Francesco Pernigo   |
|    | Italia (bandiera) | A     | Gino Pivatelli      |
|    | Italia (bandiera) | A     | Sergio Sega         |
|    | Italia (bandiera) | A     | Giovanni Zamperlini |

## Risultati

### Campionato

#### Girone di andata
| 10 settembre 1950 1ª giornata | Verona | 1 – 0 | Spezia |  |

| 17 settembre 1950 2ª giornata | SPAL | 1 – 0 | Verona |  |

| 24 settembre 1950 3ª giornata | Verona | 1 – 1 | Venezia |  |

| 20 dicembre 1992 4ª giornata | Catania | 1 – 1 | Verona |  |

| 8 ottobre 1950 5ª giornata | Salernitana | 3 – 2 | Verona |  |

| 6 dicembre 1981 6ª giornata | Verona | 4 – 0 | Pisa |  |

| 22 ottobre 1950 7ª giornata | Bari | 0 – 1 | Verona |  |

| 5 novembre 1950 9ª giornata | Verona | 2 – 1 | Seregno |  |

| 12 novembre 1950 10ª giornata | Verona | 3 – 0 | Fanfulla |  |

| 19 novembre 1950 11ª giornata | Anconitana | 1 – 2 | Verona |  |

| 26 novembre 1950 12ª giornata | Brescia | 3 – 1 | Verona |  |

| 20 settembre 1998 13ª giornata | Verona | 1 – 1 | Treviso |  |

| 10 dicembre 1950 14ª giornata | Modena | 2 – 1 | Verona |  |

| 17 dicembre 1950 15ª giornata | Verona | 3 – 2 | Siracusa |  |

| 24 dicembre 1950 16ª giornata | Verona | 3 – 0 | Messina |  |

| 31 dicembre 1950 17ª giornata | Reggiana | 2 – 1 | Verona |  |

| 7 gennaio 1951 18ª giornata | Verona | 4 – 1 | Livorno |  |

| 14 gennaio 1951 19ª giornata | Cremonese | 1 – 1 | Verona |  |

| 21 gennaio 1951 20ª giornata | Verona | 1 – 2 | Legnano |  |

| 28 gennaio 1951 21ª giornata | Vicenza | 2 – 1 | Verona |  |

#### Girone di ritorno
| 4 febbraio 1951 22ª giornata | Spezia | 1 – 0 | Verona |  |

| 11 febbraio 1951 23ª giornata | Verona | 1 – 4 | SPAL |  |

| 18 febbraio 1951 24ª giornata | Venezia | 2 – 1 | Verona |  |

| 25 febbraio 1951 25ª giornata | Verona | 1 – 1 | Catania |  |

| 4 marzo 1951 26ª giornata | Verona | 6 – 1 | Salernitana |  |

| 11 marzo 1951 27ª giornata | Pisa | 5 – 0 | Verona |  |

| 18 marzo 1951 28ª giornata | Verona | 4 – 2 | Bari |  |

| 1º aprile 1951 30ª giornata | Seregno | 1 – 1 | Verona |  |

| 8 aprile 1951 31ª giornata | Fanfulla | 3 – 2 | Verona |  |

| 15 aprile 1951 32ª giornata | Verona | 4 – 2 | Anconitana |  |

| 22 aprile 1951 33ª giornata | Verona | 1 – 0 | Brescia |  |

| 29 aprile 1951 34ª giornata | Treviso | 0 – 0 | Verona |  |

| 6 maggio 1951 35ª giornata | Verona | 2 – 2 | Modena |  |

| 13 maggio 1951 36ª giornata | Siracusa | 1 – 0 | Verona |  |

| 20 maggio 1951 37ª giornata | Messina | 0 – 0 | Verona |  |

| 27 maggio 1951 38ª giornata | Verona | 1 – 0 | Reggiana |  |

| 3 giugno 1951 39ª giornata | Livorno | 2 – 1 | Verona |  |

| 10 giugno 1951 40ª giornata | Verona | 2 – 0 | Cremonese |  |

| 17 giugno 1951 41ª giornata | Legnano | 6 – 4 | Verona |  |

| 24 giugno 1951 42ª giornata | Verona | 4 – 1 | Vicenza |  |

## Statistiche

### Statistiche di squadra
| Competizione | Punti | In casa | In casa | In casa | In casa | In casa | In casa | In trasferta | In trasferta | In trasferta | In trasferta | In trasferta | In trasferta | Totale | Totale | Totale | Totale | Totale | Totale | DR  |
| Competizione | Punti | G       | V       | N       | P       | Gf      | Gs      | G            | V            | N            | P            | Gf           | Gs           | G      | V      | N      | P      | Gf     | Gs     | DR  |
| ------------ | ----- | ------- | ------- | ------- | ------- | ------- | ------- | ------------ | ------------ | ------------ | ------------ | ------------ | ------------ | ------ | ------ | ------ | ------ | ------ | ------ | --- |
| Serie B      | 41    | 20      | 14      | 4       | 2       | 49      | 21      | 20           | 2            | 5            | 13           | 20           | 37           | 40     | 16     | 9      | 15     | 69     | 58     | +11 |

### Statistiche dei giocatori
| Giocatore      | Serie B  | Serie B |
| Giocatore      | Presenze | Reti    |
| -------------- | -------- | ------- |
| A. Battistella | 34       | 0       |
| S. Begali      | 1        | 0       |
| D. Bosi        | 27       | 0       |
| B. Bosio       | 5        | 0       |
| L. Caldana     | 32       | 13      |
| G. Conti       | 4        | 2       |
| B. Cordioli    | 1        | -4      |
| B. De Lazzari  | 23       | 3       |
| G. Dosso       | 5        | -10     |
| D. Fanin       | 36       | 2       |
| F. Frasi       | 36       | 5       |
| E. Furlani     | 12       | 1       |
| G. Girelli     | 5        | 0       |
| E. Lovo        | 34       | -44     |
| A. Lucchi      | 34       | 1       |
| E. Massari     | 12       | 3       |
| F. Pernigo     | 16       | 3       |
| G. Pivatelli   | 2        | 1       |
| L. Poli        | 3        | 0       |
| U. Pozzan      | 17       | 6       |
| S. Sega        | 34       | 10      |
| L. Tessaro     | 27       | 9       |
| G. Zamperlini  | 33       | 9       |
| G. Zanoni      | 6        | 0       |
| G. Zera        | 1        | 0       |